# ペルセウス座銀河団
ペルセウス座銀河団（ペルセウスざぎんがだん、Perseus Cluster）とは、地球から見てペルセウス座の方向に2億2200万光年離れた位置にある銀河団である。中心部にあるブラックホールは、中央ハより57オクターヴと長2度も低い、宇宙で最も低い音を放出している。

## 概要
ペルセウス座銀河団は、最も明るいNGC 1275を代表として、190個の銀河を含む銀河団である。赤方偏移の値は0.0179であり、5366km/sの速度で地球から遠ざかっている。見かけの直径は863分であり、B等級で12.50の明るさをもつ。

## 音波
ペルセウス座銀河団の中心部は、ここ10億年間は3000万度の高温のガスに包まれている。ペルセウス座銀河団からはX線の放射が最も強い銀河団である。初めての観測は1970年3月1日にエアロビーが観測したものである。それはNGC 1275の方向から放射されており、X線の強度は約4×1038Wである。このため、ウフル、スウィフト、MAXIといった各種のX線観測衛星・装置が独自のカタログ名を持っている。
2003年9月1日にNASAは、2002年8月8日と10日の計53時間にわたって観測した、チャンドラX線観測衛星の画像と観測結果を発表した。チャンドラによって、ペルセウス座銀河団には中心部から広がる波状の構造が発見された。これはガスの濃淡に相当し、1200km/sで移動し、波の間隔は3万6000光年であると測定された。これを音波に変換すると、ピアノの中央のドより57オクターヴと長2度も低いシ♭（国際式では「B♭-54」）に相当する。これはヒトが聞き取れる20Hzよりはるかに低く、約1.617×10-15Hzに相当する。これは1961万年に1回振動する周期に相当し、地上の音速に換算すると、波長は22.2光年にも達する。これは、既知で宇宙で最も低い音である。ただし、音が低いだけであり、音量は170dBにも達する。
この音波は、ペルセウス座銀河団にあるブラックホールの周辺において発生する爆発的現象によって発生すると考えられる。この音波がガスに吸収されることによって、ガスが長年の間高温に保たれていると考えられている。ガスが高温である理由はそれ以前には謎であった。また、中心部から伸びる、X線画像では黒く見える領域2つのは、高エネルギーの粒子や磁場が存在しない領域であるが、これはブラックホールによるX線の活発な活動によってガスが薄くなった領域と考えられている。ガスの薄い領域のそれぞれの直径は5万光年に達する。ブラックホールの活動が活発なのは周辺のガスを飲み込んでいるからであるが、これはブラックホールに吸い込まれている小さな銀河である可能性がある。中央部にある黒い点は、そのような飲み込まれる運命にある銀河の一部である可能性がある。

## ギャラリー

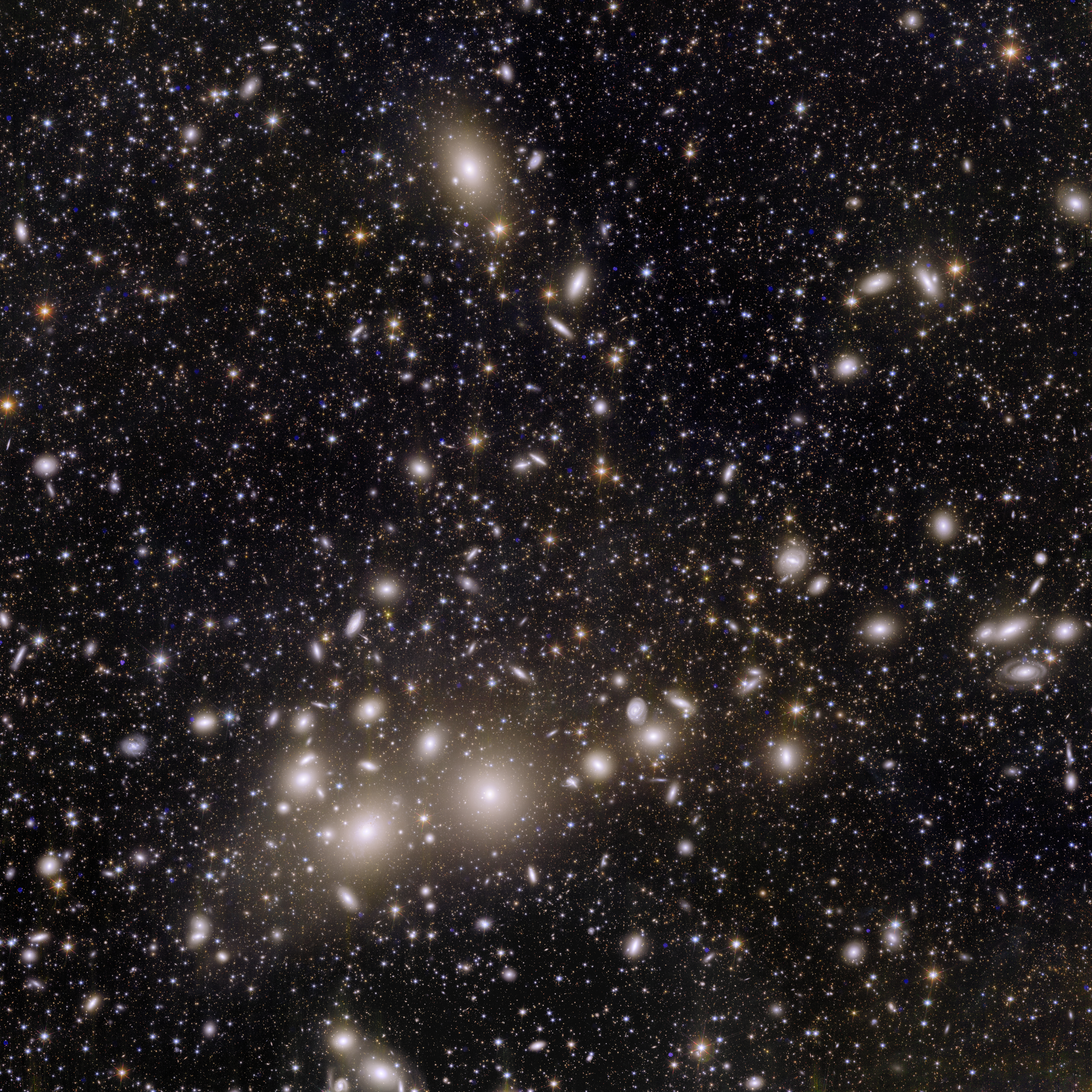
ユークリッドが撮影したペルセウス座銀河団（2023年）